# Seguretat i salut laboral al País Valencià
L'estat de la seguretat i salut laboral al País Valencià ha estat mesurat extensament per l'Institut Valencià de Seguretat en el Treball.

## Normativa
A la normativa estatal i de la Unió Europea, se li suma la normativa autonòmica de seguretat i salut laboral i prevenció de riscos laborals.
A la fi de 1995, les Corts Valencianes aprovaren la Llei 31/1995, de 8 de novembre, de Prevenció de Riscos Laborals (entrada en vigor 10 de febrer de 1996).

## Evolució general
Des de 2000 fins al 2018, la incidència d'accidents en jornada laboral amb baixa laboral va disminuir de 9,75 accidents per cada 100 treballadors a 3,12.
Des de 2012, fins almenys el 2018, la sinistralitat laboral no va parar d'augmentar junt al creixement econòmic.
El 2018 Adecco publicà un informe (Informe VII) sobre absentisme laboral a Espanya en el que es donaven dades del cas valencià. Així, el "13,6% dels dies de baixa es deuen a contingències professionals".
Les dades d'Invassat informaren el 2018 que 7 de cada 10 accidents mortals estaven detectats en els plans de prevenció i només un de cada quatre dels casos són per errades humanes mentre que els altres tres de cada quatre casos ocorren per no aplicar els plans de prevenció. Eixe any, l'administració valenciana va fer una campanya per promoure la cultura preventiva com resposta a aquesta informació.

## Sector de la construcció
Un treball del 2010 afirmava que el sector econòmic amb més morts per les condicions laborals associades és el de la construcció. Dins d'aquest sector les obres de demolició presenten uns riscos laborals especialment crítics. Açò és causat pels següents factors:
- Ser treballs de curta duració.
- Sol ser fet per empreses xicotetes, que sovint tenen gent no prou qualificada.
- Hi ha dificultat per saber l'estat de l'edifici a demolir.
- A partir de la crisi econòmica espanyola de 2008 van aparèixer empreses sense experiència
- Segons troba Puchau Fabado, sol no seguir-se procediments ni mesures de prevenció de riscos laborals.